# Alexandr Jerochin
Alexandr Jurjevič Jerochin (rusky Александр Юрьевич Ерохин; * 13. října 1989) je ruský profesionální fotbalista, který hraje za Zenit Petrohrad a ruskou reprezentaci na pozici ofenzivního záložníka.

## Klubová kariéra
Vyrůstal v mládežnických týmech Dynamo Barnaul a FK Lokomotiv Moskva. V roce 2008 podepsal smlouvu s FC Sheriff Tiraspol a v této sezóně odehrál několik zápasů za první tým. V sezóně 2008/09 se stal hráčem prvního týmu a stal se tvůrcem hry.
Dne 28. června 2017 podepsal tříletou smlouvu s FK Zenit Petrohrad. V poslední den sezóny 2017/18 vstřelil 4 góly při vítězství 6:0 nad FK SKA-Chabarovsk.
Dne 7. dubna 2022 podepsal Jerochin novou smlouvu se Zenitem do konce sezóny 2023-24.

## Reprezentační kariéra
V srpnu 2015 byl poprvé povolán do ruské fotbalové reprezentace na Kvalifikaci na Euro 2016 proti Švédsku a proti Lichtenštejnsku. Za tým debutoval 31. srpna 2016 v přátelském utkání proti Turecku.
Dne 11. května 2018 byl zařazen do rozšířeného ruského týmu pro Mistrovství světa ve fotbale 2018. Dne 3. června 2018 byl zařazen do konečného kádru pro Mistrovství světa. Za tým se neobjevil v žádném zápase skupinové fáze, než se stal prvním hráčem, který byl čtvrtým náhradníkem v prodloužení osmifinálového zápasu proti Španělsku. Objevil se také jako náhradník ve čtvrtfinálové prohře s Chorvatskem.

## Úspěchy

### Klubové

#### Sheriff Tiraspol
- Moldavská Super Liga: 2008, 2009, 2010
- Moldavský pohár: 2008, 2009

#### Zenit Petrohrad
- Ruská Premier Liga: 2018–19, 2019–20, 2020–21, 2021–22
- Ruský pohár: 2019–20
- Ruský Superpohár: 2020, 2021, 2022

### Reprezentační
- Pohár Společenství nezávislých národů: 2009

### Individuální
- Nejlepší střelec Poháru Společenství nezávislých národů: 2009

## Reprezentační góly
| Pořadí | Datum              | Místo                                 | Soupeř | Skóre | Výsledek | Soutěž                                           |
| ------ | ------------------ | ------------------------------------- | ------ | ----- | -------- | ------------------------------------------------ |
| 1.     | 10. září 2018      | Rostov Arena, Rostov na Donu, Rusko   | Česko  | 4–1   | 5–1      | přátelský zápas                                  |
| 2.     | 4. září 2021       | GSP Stadium, Strovolos, Kypr          | Kypr   | 1–0   | 2–0      | Kvalifikace na Mistrovství světa ve fotbale 2022 |
| 3.     | 11. listopadu 2021 | Krestovskij Stadium, Petrohrad, Rusko | Kypr   | 1–0   | 6–0      | Kvalifikace na Mistrovství světa ve fotbale 2022 |
| 4.     | 11. listopadu 2021 | Krestovskij Stadium, Petrohrad, Rusko | Kypr   | 6–0   | 6–0      | Kvalifikace na Mistrovství světa ve fotbale 2022 |